# Mansión Sweetwater
La mansión Sweetwater (también conocida como la Casa del Gobernador Robert Patton) es un edificio situado en la ciudad de Florence (Alabama), Estados Unidos. Es el espacio principal de plantación diseñada por el general John Brahan de la Milicia de Alabama en el primer tercio del siglo XIX.

## Historia
John Brahan era un veterano de la guerra de 1812, que llegó a ostentar una propiedad con más de 4 000 acres al este del Condado de Lauderdale (Alabama). La casa de ocho habitaciones se construyó con ladrillos fabricados en el lugar del arroyo Sweetwater, que se encontraba justo debajo de la casa y por la que recibió su nombre. Fue ocupada por primera vez por el yerno de Brahan, Robert M. Patton, gobernador de Alabama tras la guerra civil estadounidense, que terminó la mansión en 1835.
La casa fue incluida en el Registro Nacional de Lugares Históricos en 1976.

## Leyendas e historias de fantasmas
Durante muchos años se han contado historias de actividad paranormal sobre la casa. Se dice que se han visto numerosas apariciones en el interior y en sus alrededores. Una de las historias más interesantes es la de una cuidadora que dijo haber visto un ataúd en una de las habitaciones de la planta baja con el cadáver de un soldado confederado en su interior. Más tarde descubrió que posiblemente había visto el cuerpo de uno de los hijos del gobernador Patton, Billy Patton, cuyo funeral se celebró en la casa tras su muerte en la Guerra Civil.
Los investigadores paranormales locales han investigado la propiedad y la mansión Sweetwater apareció en un episodio del programa Paranormal State, emitido por A&E el 25 de abril de 2011. Billy fue llorado por su madre Jane Patton, que estaba tan angustiada y deprimida tras su pérdida, que no quiso enterrar el cuerpo de su hijo y mantuvo su cadáver en descomposición en una habitación secreta en el sótano. Los investigadores paranormales creen que el espíritu afligido de Jane sigue rondando la casa.
La mansión Sweetwater también fue presentada como un lugar embrujado en la serie de televisión paranormal Most Terrifying Places, que se emitió en Travel Channel en 2019.